# Ángel Pintado
Ángel Pintado Barbanoj (Barbastro, Huesca, 27 de septiembre de 1964) es un empresario y político español. A lo largo de su carrera, ha desempeñado funciones tanto en el ámbito político como en el empresarial, destacando por su compromiso con la defensa de la vida y la familia.

## Trayectoria política
Pintado Barbanoj inició su carrera política en las Cortes de Aragón, donde fue elegido diputado en 1991, cargo que ocupó hasta 1996. 
Posteriormente, fue elegido diputado por la provincia de Huesca en el Congreso de los Diputados en las legislaturas VI (1996-2000), VII (2000-2004), VIII (2004-2008) y IX (2008-2011). Durante su tiempo en el Congreso, se centró en temas relacionados con la política energética y la defensa de los valores familiares y la vida.
Tras su etapa como diputado en el Congreso de los Diputados, continuó su carrera política como senador. Fue elegido senador por la provincia de Huesca en las elecciones generales de 2011, en las que se presentó en coalición con el Partido Aragonés (PP-PAR). Su mandato en el Senado abarcó desde el 20 de noviembre de 2011 hasta el 26 de octubre de 2015. Su labor en el Senado se centró en temas relacionados con la justicia, la hacienda pública y la protección de los derechos de los menores, reflejando su compromiso con la defensa de los valores familiares y sociales que ha promovido a lo largo de su carrera.
Tras su abandono de la política en 2015 ocupó el cargo de director en Duma Energy Ltd, una empresa del sector energético, entre 2016 y 2017.